# South Tyneside
South Tyneside est un district métropolitain du Tyne and Wear, en Angleterre.
Le district est créé en 1974, par le Local Government Act de 1972. Il est issu de la fusion du county borough de South Shields avec le district municipal de Jarrow et les districts urbains de Boldon et Hebburn, issus du comté de Durham.

## Source
- (en) Cet article est partiellement ou en totalité issu de l’article de Wikipédia en anglais intitulé « South Tyneside » (voir la liste des auteurs).